# Невена Божовић
Невена Божовић Ивановић (Косовска Митровица, 15. јун 1994) српска је поп певачица. Представљала је Србију на Дечјој песми Евровизије 2007. у Ротердаму са песмом Пиши ми и освојила треће место. Године 2013. такмичила се у другој сезони талент-шоуа Први глас Србије, где је освојила 2. место, а потом је са преостале две суперфиналисткиње, Мирном Радуловић (1. место) и Саром Јовановић (3. место) оформила бенд Моје 3. Победиле су на Беосонгу 2013. са песмом Љубав је свуда, те су представљале Србију на Песми Евровизије 2013. у Малмеу. Тиме је Невена постала прва учесница која се такмичила на Песми Евровизије након учешћа на Дечјој песми Евровизије. Моје 3 су освојиле 11. место на првој полуфиналној вечери и нису ушле у финале, а одмах након тога група се распала. Као солиста, Невена је са песмом Круна победила на Беовизији 2019. и поново је представљала Србију на овом такмичењу, 2019. у Тел Авиву, где је завршила на 18. месту.

## Биографија

### Детињство
Рођена је у Косовској Митровици, где је такође похађала школу. Њени родитељи су Ружица, доктор техничких наука и професор на Факултету и Зоран, бивши кошаркаш. Невена је једном рекла да јој је главни узор била сестра Јелена, архитекта, коју је увек покушавала копирати. Као резултат тога, Невена је прескочила разред само да би могла да студира заједно са сестром. Када је била дете тренирала је кошарку. Њезина главна брига у то време била је да ли ће постати професионални кошаркаш или певачица и пијаниста, а на крају је одлучила да постане певачица. Од своје 13 године је вегетаријанка. Воли да путује, учи језике и прати модне трендове. Божовић је студирала музику на Универзитету уметности у Београду, а 2019. године завршила је специјализацију из солфеђа.

### Приватни живот
Медији су је повезивали са Милошем Биковићем након његовог појављивања у музичком споту Бал, тим више након што је Невена изјавила да је заиста заљубљена, иако је демантовала било какву романтичну везу са Милошем. Не желим да реагујем на те спекулације. Драго ми је што могу да сарађујем с њим јер је веома талентован млади уметник.
У Будви, 20. априла 2019, Невена се удала за црногорског пилота Николу Ивановића. Црногорски медији су њихово венчање прозвали Венчањем године.
Након месеци спекулација, Невена је 29. јуна обзнанила да је у другом стању и да очекује девојчицу у августу. Она и њен супруг Никола одлучили су да ју назову Анка, име које потиче из хебрејског језика и значи милост и захвалност. Породила се 23. августа.

## Каријера

### Почеци каријере
Невена је учествовала на више фестивала дечје забавне музике. Њене изведбе су награђиване на фестивалима „Цвркути са Ибра“, „Чаролија“, „Светосавски фестивал у Зрењанину“ и „Дечји фестивал у Крушевцу“. На избору за представника Србије на Дечјој песми Евровизије 2007, који је одржан 7. октобра 2007. у хали „Миленијум“ у Вршцу са непосредним преносом на Другом програму Радио-телевизије Србије, наступила је са баладом Пиши ми, за коју је сама писала музику и текст, а аранжман за песму је радио Душан Поповић. Победила је освојивши максималних 24 поена, по 12 од жирија и од публике (са 838 СМС гласова, од укупно 2.603 колико их је послато за 10 песама-такмичара).

### 2007—2012: Дечја Евровизија 2007, Сунчане скале и
Невена Божовић је 2007. године уписала средњу музичку школу и од тада се професионално бави музиком. На Дечјој песми Евровизије, 8. децембра 2007. у холандском граду Ротердаму је освојила треће место са 120 поена са песмом Пиши ми. Невена и представница Русије су биле једини учесници који су добили поене од свих земаља. Аранжман песме је донекле измењен за наступ у Холандији са израженијим ритмом, а Невенино извођење су на сцени пратиле две балерине.
На музичком фестивалу Сунчане скале у Херцег Новом је тријумфовала на вечери Нових звијезда 2009. године, а Златну сирену је освојила са песмом Ти, коју је компоновао и аранжирао Душан Поповић, а текст песме су потписали Душан Поповић и Лејла Хот. На фестивалу забавне музике 2010. извела је своју песму Није фер. Учествовала је на Verdinote Festival Internazionale у Италији и победила извевши песму Il mio domani.

### Први глас Србије
Године 2013. учествује у Првом гласу Србије. Након три месеца емисија уживо, сталних дуела и изазова, Божовић се пласирала у финале, где је заузела друго место иза Мирне Радуловић. У емисијама је уживо певала редом следеће песме према следећим темама:
Ово сам ја (17. новембар 2012)
Јелена Томашевић — Јутро
Хитови за журку (24. новембар 2012)
Емели Санде — Next to me
Мој крај (1. децембар 2012)
Гордана Лазаревић — Видовдан
Певање за драге особе (8. децембар 2012)
Зајди, зајди (македонска народна песма)
Секси вече (15. децембар 2012)
Бритни Спирс — Тоxic
Смак света (22. децембар 2012)
Лорин — Euphoria
Филмски хитови (29. децембар 2012)
Биљана Крстић — Пуче пушка (Зона Замфирова)
Витни Хјустон — I will always love you (Телохранитељ)
Избор публике (5. јануар 2013)
Марија Шерифовић — Када љубиш анђела
Кели Кларксон — Because of You
Хитови домаће музике и хитови великана (12. јануар 2013.)
Мараја Кери — Without You
Емина Јаховић — Да могу
Суперфинале (20. јануар 2013.)
Тоше Проески — Игра без граница
Лана дел Реј — Blue Jeans
Калиопи — Рођени
Бисера Велетанлић — Мило моје

### Песма Евровизије 2013.
Године 2013, заједно са бившим учесницама Првог гласа - Мирном Радуловић и Саром Јовановић, учествује је на Беосонгу 2013. са песмом Љубав је свуда. Трио је победио на такмичењу са преко 25.000 гласова и обезбедио да представља Србију на Песми Евровизије 2013. у Малмеу, где су, под новим именом Моје 3, наступиле у првом полуфиналу и завршиле једанаесте, пропустивши финале за шест бодова. Успеле су да добију награду Барбара Декс.

### Пробој у соло каријери
Исте године, 15. јула, Невена је представила свој нови сингл Погледај ме, који потписује Александра Ковач, а која је и пратећи вокал у песми. Крајем децембра представила је још један нови сингл Знам да ноћас губим те у талк шоуу Вече са Иваном Ивановићем. Музички видео је снимљен на Копаонику и објављен 10. фебруара 2014, а музику, текст и аранжман је написао композитор Душан Поповић Липовац. Био је то први музички видео на њеном званичном Јутјуб каналу (Невена Божовић Оффициал). На питање о песми, Невена је прокоментарисала да је потпуно другачија од претходне и да се испоставила баш онаквом какву је желела.
Јуна 2014, учествовала је на фестивалу „Пролеће у Београду" са песмом Тачка, а средином јула исте године је објавила још један сингл - Бал, којег је написала Александра Милутиновић. У музичком видеу појавио се српски глумац Милош Биковић, који је и режирао спот, а сниман је на Ади Бојани. Након кратког времена Бал је постао најгледанији музички видео на њеном званичном Youtube каналу до сад.

### 2015—2017:Требам тебе,БалиСиеста
Дана 7. маја 2015, Невена промовише спот за сингл под називом Требам тебе чију музику, текст и аранжман потписује Душан Поповић. У споту се појављује Влахо Арбулић, хрватски топ-модел, а спот је снимљен у Вили Даница у Белој Цркви у Банату. Песма је била аутобиографска, како је навела Невена То је то, ово сам ја.
На Песми Евровизије 2015. у Бечу била је једна од пет чланица српског жирија, поред Дејана Цукића, Марка Кон, Саше Милошевића и Ксеније Милошевић.
26. маја 2015. године, Невена је, поред Саре Јовановић и групе Земља грува, била део уводног дела за концерт француске певачице Индиле, који је одржан у Штарк Арени у Београду. Отворила је такозвани Фестивал Нових дива својим песмама Бал и Tребам тебе, а свој наступ наставила је песмама Feel, You Shook Me All Night Long и Hurt, пре него што је завршила са Simply the Best од Тине Тарнер.

### Успостављање каријере и Славиански базар
Невена наставља сарадњу са Александром Милутиновић, која је радила текст за песму Бал и тако, 24. децембра 2015. године, избацује песму под називом Чујем да долазиш у град. „О овој песми размишљам већ више од годину дана, а за мене је врло посебна јер сам ју радила са својим пријатељима и са пуно љубави”, рекла је.
После још једног наступа на фестивалу „Пролеће у Београду", овог пута са песмом Моја бака, издала је своју следећу песму Сиеста, у сарадњи са Гораном Ковачићем и Љиљаном Јорговановић. Дарко Димитров се вратио после песме Бал и постао редован део њеног музичког тима. Песма је објављена крајем 2016.
У јуну, паралелно са завршетком мастер студија на Универзитету уметности у Београду, Невена се по трећи пут појавила на фестивалу „Пролеће у Београду", овог пута са песмом Ђускај. Средином јула 2017. године такмичила се у белоруском Витепску на чувеном фестивалу Славиански базар у Витепску, који окупља учеснике из целе источне Европе да певају славенску музику. Невена је имала највећи број поена на крају првог дана (76) и на крају је завршила на трећем месту, извевши песму Кристине Агилере Hurt, са само два бода мање од победнице (149).

### 2017:
11. јуна 2017. године, Невена је у сарадњи са својом новом издавачком кућом Magic Records представила свој нови сингл Јасно ми је. Иако је објавила само видео са речима песме, а не и званични видео, песма је одмах постала највећи хит у целој Србији и остатку региона. Само три дана касније објавила је енглеску верзију под називом Dangerous drug, која је такође добила позитивне критике. Због обавеза према универзитету, три месеца после видеа са речима песме, објавила је званични музички видео. Потражња је била толико велика да је чак премашила енглеску верзију у смислу прегледа. Радио станице су песму пуштале стално, понекад и више од једном дневно, а до сада је то њена најгледанија песма на Youtube платформи.

### 2018 и 2019: Music Awards Ceremony и Песма Евровизије
Признање за велики хит стигло је у првом издању Music Awards Ceremony где је добила награду за најбољу електропоп песму године.
Наставила је успешну сарадњу са Magic Records са синглом Моја молитва, који је касније добио и енглеску верзију "What I'm Looking For".

#### Беовизија и Песма Евровизије 2019.
Нешто пре свог учешћа на Беовизији 2019, Невена је објавила музички видео за песму Празни снови, која је коришћена у филму Пси умиру сами. „Учествовање у овом филму било ми је право задовољство и максимално сам се трудила да се прилагодим атмосфери филма. Желим много успеха екипи, како у Србији, тако и у иностранству”, рекла је.
Такмичила се на Беовизији 2019. са песмом Круном. Освојивши своје полуфинале са четири бода испред Џенана Лончаревића, пласирала се у финале и дана 3. марта освојила цело такмичење, чиме је заслужила право да представља Србију на Песми Евровизије 2019. Добила је највише поена од жирија, којег су чинили Миша Алексић, Бојана Стаменов, Дејан Ивановић, Гоца Тржан и Александар Милић Мили и била пласирана на трећем месту телегласања те тако резервисала своје место за Тел Авив испред Џенана Лончаревића и Сашке Јанковић.
Дана 11. априла 2019 објављена је акустична верзија песме, као и пратећи вокали за песму. Ивана Владовић, Олга Поповић, Душан Алагић и Младен Лукић најављени су да путују с Невеном у Тел Авив. Мање од две недеље пре свог полуфинала, Невена је објавила и енглеску верзију песме под називом "Eternal Light", која је изведена заједно са Симфонијским оркестром Радио телевизије Србије, али је навела да је песма објављена чисто и у потпуности у промотивне сврхе. Иако никада нисам сумњала да ће се песма певати на српском, знала сам да ће енглеска верзија песму приближити особама које не причају српски.
Већ након прве пробе утисци су били врло позитивни. Њен емотивни наступ и спектакуларно извођење песме посвећене њеном супругу задивили су пресс центар и освојили срца Европе. Након пробе, освојила је прву дневну анкету са вртоглавих 53% гласова! Резервисала је своје место у финалу с обзиром да је по гласовима жирија била пласирана у топ пет, а по телевотингу на седмом месту. У великом финалу учествовала је између два велика фаворита, Мамуда и Луке Хенија. Због тога је на крају забележила нижи пласман. Телевотинг ју је сместио на 13. место, а жирији су је сместили на 19. мјесто, што значи да је на крају заузела 18. место са 89 поена.
Иако није победила у Тел Авиву, Невена је освојила једну награду. Била је проглашена за најлепшу жену такмичења за Pесму Евровизије 2019, чиме је освојила награду за Топ Модел Евровизије. У службеном гласању на познатој веб страници Вивиблоггс, сакупила је 561 глас (12,99%) победивши сву другу конкуренцију. Јонида Малићи из Албаније била је друга, док је Тамта са Кипра била трећа.

#### Певачица године и концерт у Будви
Невена је освојила још једно признање тек након што се вратила из Израела. Наxи радио, радио станица која објављује најзначајније радио награде на Балкану, на својој је веб страници објавио анкету са шест категорија, укључујући ону за најбољу женску певачицу године. На основу гласова слушалаца, Невена је после месец дана гласања проглашена победницом испред Александре Радовић, Јелене Томашевић, Нине Бадрић и Северине те постала најмлађа добитница те награде. Захвалила се фановима те им показала своју награду преко друштвених медија.
Њена последња песма у години Сањам објављена је средином октобра, а достигла је преко 100.000 прегледа на Јутјубу за мање од десет дана. После Круне, ово је друга песма за коју је написала текст и музику.
Годину је завршила са наступом у трајању од 90 минута - уводним наступом за велику балканску звезду Здравка Чолића, 31. децембра у Будви.

### 2020–данас: Најбоља музичка сарадња и предстојећи албум
Дана 27. фебруара 2020. године објавила је баладу за коју је написала стихове и музику, Нестајем с ветром, која је за само два дана достигла више од 100.000 прегледа на Youtube-у. Истог дана извела је песму уживо на радио станици Накси радио, а 8. јуна је извела песму у ТВ емисији Јутро на Првој. Песма јој је донела још једну награду Накси радија, овог пута у категорији Најбоља музичка сарадња поред многих познатих уметника са разликом од 46,32 процента. Захвалила се фановима на гласању и похвалила Душана Алагића на савршеној сарадњи.
Невена је све изненадила својом новом песмом под називом Љубав у бојама објављеном 24. јуна, јер је била песма са дахом осамдесетих. Песма је добро примљена од стране публике и критике јер се свакодневно пушта на радију и за само четири дана је достигла преко 150 000 прегледа на Јутјубу. Написала је текст и музику, а истовремено је снимала и пратеће вокале. Аранжман пјесме урадио је њен стари сарадник и продуцент Борис Крстајић, који је такође свирао клавијатуре, док је Александар Седлар био на гитари.
Средином године, 15. јула, Невена је учествовала у емисији Звезде певају звезде екстра, где је направила своју верзију хита Здравка Чолића Продужи даље. „Веома сам узбуђена због песме коју сам снимила и зато што је то песма Здравка Чолића, аутора Боре Ђорђевића и Корнелија Ковача. Искрено, није било лако, то је велика одговорност, а истовремено и велика срећа и задовољство и једва чекам да видим коначни утисак код публике и људи”, рекла је.
После дугог периода без објављивања нове музике, 20. марта је објавила своју прву песму 2021. године под називом Љуби. Песму су написали Миленко Шкарић и Теодора Кунић, која је написала и текст. Претходна година је за мене била плодна у креативном смислу, а ова песма је резултат вишемесечног интензивног рада. Песмом сам желела да најавим другачији звук и једва чекам да видим какве ће бити реакције публике, признала је.
Неколико дана након што је Невена објавила да је у другом стању, објавила је песму Не чујеш ме у сарадњи са Ски Мусиц Ентертаинмент. Глазбу је написала сама, Владимир Даниловић је написао текст, a Дарко Димитров аранжман. У последње време диско осамдесетих ми је највећа инспирација јер је то једно од најбогатијих музичких периода. Диско осамдесетих ми се и визуелно свиђа и допада ми се како су жене тада изгледале, појаснила је и додала како би до краја године требао изићи њен први албум.

## Фестивали
Дечја песма Евровизије:
- Пиши ми, треће место, 2007.

Сунчане скале, Херцег Нови:
- Ти (Вече нових звезда), победничка песма, 2009.

Врњачка Бања:
- Није фер, прво место, 2010.

Вердиноте контест, Италија:
- Il mio domani, прво место, 2010.

Беосонг:
- Љубав је свуда, (као чланица групе Моје 3), прво место, 2013.

Беовизија:
- Круна, победничка песма, 2019.

Евросонг:
- Љубав је свуда, (као чланица групе Моје 3), 11. место у полуфиналу, 2013.
- Круна, 18. место, 2019.

Пролеће у Београду:
- Тачка, 2014.

Београдско пролеће:
- Моја бака, (Дечје београдско пролеће), 2016.
- Ђускај, (Дечје београдско пролеће), 2017.
- Напустио си све (подсећање на наступ Маје Николић на Београдском пролећу 1994. године), гошћа ревијалног дела фестивала, 2024.

Славјански базар, Белорусија:
- Hurt, (песма Кристине Агилере), треће место, 2017.

Скале, Херцег Нови:
- Крај, 2022.

## Дискографија

### Синглови
- 2007 - Пиши ми
- 2009 - Ти
- 2010 - Није фер
- 2013 - Љубав је свуда (као део групе Моје 3)
- 2013 - Погледај ме
- 2014 - Знам да ноћас губим те
- 2014 - Тачка
- 2014 - Бал
- 2015 - Требам тебе
- 2015 - Чујем да долазиш у град
- 2016 - Сиеста
- 2017 - Јасно ми је /
- 2017 - Моја молитва
- 2018 - What I'm Looking For
- 2019 - Празни снови
- 2019 - Круна /
- 2019 - Сањам
- 2020 - Нестајем с ветром
- 2020 - Љубав у бојама
- 2020 - Продужи даље (обрада Здравка Чолића)
- 2021 - Љуби
- 2021 - Не чујеш ме

## Награде и номинације
| Година | Награда               | Категорија                               | Песма       | Резултат |
| ------ | --------------------- | ---------------------------------------- | ----------- | -------- |
| 2019   | Music Awards Ceremony | Најбоља алтернативна и електропоп нумера | Јасно ми је | Освојено |

1. ↑  Победница по гласању радио станица

### 
је листа најбољих 250 песама у историји Песме Евровизије на основу гласова фанова која се организује једном годишње. Крајем 2019. Невенина песма Круна проглашена је за 29. најбољу песму у историји Евровизије. Сакупила је 1738 поена и добила 115 познатих 12 поена, чиме је њена песма била четврта по броју примљених 12 поена, одмах иза Лорин, Данкан Лоренса и Елени Фуреире.
Годину дана касније, Круна је пала на листи; иако је песма добила 78 12 поена, чиме је постала десета песма укупно по броју добијених 12 поена, завршила је на 70. месту са 1163 поена.
Године 2021. Круна је поново заокупила пажњу бирача. Сакупила је невероватних 315 12 поена, чиме је њена песма била трећа по броју добијених 12 поена, одмах иза Лорин и Måneskin-а. На крају је заузела 11. место, чиме је постала песма са најбољим резултатом са Балкана те године.
Вреди напоменути да се њена евровизијска песма Љубав је свуда из 2013. године, када је била део групе Моје 3, појавила на листи ESC250 сваке године од 2017. до 2021. и заузимала је 133, 86, 61., 167. и 88. место, док се 2022. године није нашла међу првих 250.